# Primera batalla de Maarat al-Numan
La Primera batalla de Maarat al-Numan es una serie de enfrentamientos entre los rebeldes del Ejército Libre de Siria y las Fuerzas Armadas de Siria por el control estratégico de esta ciudad, que une las dos principales ciudades del país (Alepo y Damasco). Actualmente los insurgentes controlan la mayor parte de la ciudad.

## Desarrollo

### Ofensiva rebelde
El 8 de octubre, los rebeldes lanzaron una ofensiva para «liberar» la ciudad de Maarat al-Numan, que ocupa una posición estratégica a través de la cual todos los refuerzos del gobierno de Assad pasan desde Damasco hasta Alepo, que desde julio era escenario de una batalla. Durante la noche, la Fuerza Aérea comenzó a llevar a cabo ataques aéreos contra la ciudad en un intento de detener el ataque rebelde.
Al día siguiente, los rebeldes tomaron ocho de los puestos de control militares en toda la ciudad, dejando solo uno bajo el control del Gobierno, el cual se encontraba en la entrada de la ciudad. Los rebeldes lograron establecer un cuartel general en el museo de mosaicos de la ciudad, que había sido ocupado previamente por las tropas del gobierno. También capturaron una «cárcel» que el Ejército había instalado en el Centro Cultural Árabe. Al entrar en el establecimiento, la explosión de una mina terrestre mató a 16 combatientes rebeldes. Un oficial rebelde dijo a los medios de comunicación que en el Centro habían encontrado 65 personas ejecutadas, 50 de las cuales eran soldados desertores.
Sin contar las bajas del Ejército, más de 60 personas, 40 de ellas civiles, murieron en los combates por la ciudad.

### Contraataque leal y sitio de Wadi Daif
El 10 de octubre, los rebeldes se hicieron con el control de la entrada oeste de la ciudad, mientras que el Ejército aún poseía la entrada del este, donde las tropas del gobierno se estaban concentrando para lanzar una contraofensiva. Además, las tropas lealistas enviaron tanques desde Mastumah, al sur de la ciudad de Idlib, para apoyar el contraataque.
Los rebeldes intentaron detener su avance y supuestamente dañaron tres tanques. También interceptaron tropas en las afueras de Khan Sheikhun, al sur de la ciudad, dando lugar a enfrentamientos que se saldaron con la muerte de 14 rebeldes. Más tarde ese mismo día, el Ejército lanzó una ofensiva sobre la ciudad que fue repelida por la oposición pero que se saldó con 30 rebeldes muertos.
El 11 de octubre, un periodista de AFP aseguró que los rebeldes tenían el control de al menos cinco kilómetros de la carretera de la ciudad. Ese mismo día, el ELS lanzó un ataque contra Wadi Deif, una base del ejército al este de la ciudad que estaba siendo utilizado para bombardear la ciudad. Los rebeldes usaron al menos un tanque y bombas de mortero.
El 12 de octubre, 12 rebeldes murieron en una serie de ataques aéreos al sur de la ciudad. 
El 13 de octubre, los rebeldes reanudaron su asalto a la base militar de Wadi Daif. Varios aviones de la fuerza aérea bombardearon a los rebeldes, dejando 22 combatientes heridos. Uno de los principales objetivos de los ataques fue un hospital de emergencia en un campo subterráneo. Más tarde, las fuerzas de la oposición lograron detener una columna militar de 40 vehículos que avanzaba sobre la ciudad, la cual incluía 10 tanques. Los vehículos fueron detenidos a 10 km de la ciudad.
El 14 de octubre, las tropas del gobierno intentaron bloquear los ataques en Wadi Deif mediante un contraataque en los pueblos cercanos de Maarshurin y Hish. 
El 15 de octubre, los rebeldes expulsaron al Ejército de dos cuarteles de las afueras de la ciudad, lo que fue calificado como un avance significativo por la oposición.
El 16 de octubre, la ofensiva del Ejército continuó con otros ataques aéreos sobre la ciudad y sus alrededores. Al día siguiente, un helicóptero de combate fue derribado en las afueras de la ciudad.
El 18 de octubre, un avión del Ejército bombardeó dos viviendas y una mezquita, en la cual había muchas mujeres y niños refugiados. Murieron 44 personas, entre ellas 23 niños. Como respuesta, los rebeldes lanzaron por la noche un asalto a Wadi Daif, afirmando haber destruido tres tanques y capturado a seis soldados lealistas.
El 19 de octubre, un portavoz rebelde anunció el traslado de parte de la colección del museo de mosaicos de la ciudad para protegerlo de los bombardeos ya que, el 8 de octubre, un avión del gobierno había lanzado una bomba cerca de la entrada del edificio, rompiendo sus puertas y dañando algunas de las piezas más frágiles. Además, una colección de monedas de la era pre-islámica fue robada. 
El 20 de octubre, los rebeldes lograron rodear Wadi Daif por tres frentes. La base fue defendida con al menos 15 tanques y entre 250 y 500 soldados leales. Los soldados dentro de la base confiaban en lanzamientos aéreos para reabastecerse, pero la mayoría de los paquetes desaparecieron o cayeron en zonas rebeldes o en tierra de nadie. Mientras tanto, los refuerzos del ejército anvanzaron a cinco kilómetros al sur de Maarat al-Numan, pero seguían siendo retenidos por las fuerzas rebeldes. 
El 21 de octubre, las fuerzas de la oposición destruyeron cuatro tanques que iban hacia Wadi Deif.
El 23 de octubre, los ataques aéreos del Gobierno sobre la ciudad y la localidad vecina de Mar Shamsheh mataron e hirieron a más de 24 rebeldes. 
El 25 de octubre, llegó el convoy militar del Ejército, enviado a reforzar la base 10 días antes, a pesar de los múltiples intentos de los rebeldes para detenerlo. Se desplegó al sur de la ciudad y comenzó a disparar contra las fuerzas rebeldes que atacaban Wadi Daif, realentizando así el asedio rebelde.
El 26 de octubre, el ELS y el Frente Al-Nusra, atacaron posiciones del gobierno cerca de la base de Wadi Dief provocando "violentos enfrentamientos" entre las dos partes. 
El ejército respondió bombardeando Deir Sharqi, un pueblo cercano. Este hecho está considerado como la primera violación de la Tregua del Eid al-Adha, según el Observatorio Sirio para los Derechos Humanos.
El Frente Al-Nusra había advertido anteriormente que «no había tregua entre ellos y el régimen transgresor». De acuerdo con el OSDH, los rebeldes bombardearon un edificio en el complejo Wadi Dief, destruyéndolo totalmente y matando a 9 o 10 soldados. También informó que cuatro rebeldes murieron en el perímetro de la base durante los combates. 
El 27 de octubre, a pesar de la tregua, las fuerzas gubernamentales movilizaron convoyes cargados de refuerzos a través de la carretera de Wadi al-Deif. Los combatientes del ELS lucharon por detener su avance. 
El 30 de octubre, los rebeldes se enfrentaron con las tropas del Ejército o al sur de la ciudad, y como consecuencia dos soldados y dos miembros de Al-Nusra fallecieron. Además, los militares bombardearon la aldea cercana de Maarshmareen. Los combatientes rebeldes y las fuerzas sirias del Ejército se enfrentaron de nuevo alrededor de Wadi Dief, la base militar sitiada. 28 civiles fueron asesinados por los bombardeos del gobierno.
El 31 de octubre y 1 de noviembre, los ataques aéreos sobre la ciudad se intensificaron, mientras que los enfrentamientos al sur de la ciudad continuaron. El sitio de Wadi Deif continuó y varias unidades del ELS, apoyados por el Frente Al-Nusra, trataron de capturar la base.
El 8 de noviembre los rebeldes consideraron la posibilidad de retirarse de la ciudad. La falta de coordinación, suministros y potencia de fuego y la intensa resistencia del Ejército y los contra-ataques desde el aire y el terreno hacían «costoso» mantener la ciudad para las brigadas rebeldes. Los rebeldes también se vieron obligados a utilizar sus propios salarios mensuales ($150US) para comprar municiones. A pesar del continuo asedio de Wadi Deif el ejército ha mantenido la base suministrada de una forma regular.
El 10 de noviembre, después de 10 días de combates, las fuerzas sirias recapturaron algunas aldeas a lo largo de la carretera que conduce a Maarat al-Numan. Estos pueblos habían sido capturados por los rebeldes a principios de octubre. 
Esto, combinado con el reabastecimiento de alimentos y municiones a los sitiados base de Wadi Deif, intensificó la lucha entre las dos partes. Aunque las fuerzas del gobierno no habían entrado todavía en Maarat y el asedio de Wadi Deif continuaba, había aumentado la presión sobre las fuerzas rebeldes en la zona. 
El 14 de noviembre, las fuerzas sirias lanzaron dos ataques aéreos en la ciudad.
El 19 de noviembre, los rebeldes y los soldados leales se enfrentaron al sur de la ciudad en la carretera y en pueblos cercanos. Las fuerzas de la oposición seguían manteniendo el contro de la ciudad y la entrada de la autopista a la ciudad a pesar de la ofensiva. Los insurgentes destruyeron dos tanques y derribaron un helicóptero. Además, avanzaron en su asedio a la base de Wadi Seif, donde tuvieron lugar intensos combates.
El 22 de noviembre, los rebeldes afirmaron haber destruido dos tanques del gobierno cerca del puesto de control Hamidieh. 
El 26 de noviembre, la gran mayoría de los 150.000 habitantes originales de la ciudad habían huido. Gran parte de la ciudad estaba en ruinas, lo que los medios oficialistas habían atribuido a un terremoto de magnitud 6,6 en la escala Richter, pero que probablemente estuviera vinculado en realidad con los fuertes bombardeos aéreos. 
El extremo sur de la carretera de Maraat al Numan, el cual va hacia Damasco. estaba supuestamente bajo control del gobierno, mientras que el tramo norte que va hacia Alepo estaba en disputa.
El 28 de noviembre varias brigadas rebeldes lanzaron un nuevo asalto contra la base en Wadi Deif, que en ese momento era ya una de las últimas bases del gobierno en el noroeste de Siria. Los enfrentamientos en el sur de la ciudad se cobraron la vida de 4 soldados y un rebelde.
El 25 de diciembre el ELS lanzó otro ataque, uno de los más intensos en los últimos meses. El ataque fue iniciado por un coche bomba y el bombardeo de morteros. 20 rebeldes, entre ellos un comandante, murieron en los combates. El 29 de diciembre, finalizó la renovada ofensiva rebelde contra la base Wadi Deif debido a la falta de suministros.